# 夏海いく
夏海 いく（なつみ いく、1995年8月30日 - ）は、日本の元AV女優。
東京都出身、マインズ所属。

## 略歴・人物
2014年、プライムエージェンシー所属でAVデビューした、小柄で貧乳のロリ系AV女優。
2014年7月、セガのゲーム『龍が如く』のキャラクター出演をかけたセクシー女優人気投票にエントリー。同年12月24日、“事情”によりみづのみうに改名したことをツイート。マインズに所属事務所を移籍。
2015年4月、Twitterで引退を発表。
趣味・特技は、アニメ鑑賞、料理、ダンス、テニス。

## 作品

### 「夏海いく」名義

#### イメージDVD
- 初裸 60（2013年12月5日、グラッツコーポレーション）
- 夏海いくがあなたのセンズリのお手伝いします 〜男の存在99%消してます!〜（2014年9月29日、オルスタックピクチャーズ）

#### アダルトDVD
- 〜恥じらいスレンダー美微乳〜 秋葉原現役メイドさんAVデビュー!!（2月1日、キャンディ）※デビュー作
- 新 イキ過ぎた着エロ 9（3月1日、MAGIC）
- 下だけ全裸で即エッチ（3月1日、キャンディ）
- 催眠術で僕のイイナリになる妹を野外で調教してイカセまくったら…（3月21日、I.B.WORKS）
- マジックナンパ! vol.9 俺の彼女をナンパしてみろ!!（3月21日、MAGIC）
- 制服少女クラブ #05 北池袋・Iちゃん（4月1日、プレステージ）
- クラスの女子が、スカートがめくれ上がったまま気づかないでいるのを偶然見つけてしまった僕。ウブそうで可愛いあの子がまさかこんなド派手な下着を着けているなんて…。そのギャップに興奮した僕は教えてあげなきゃ!と思いつつもパンツに釘付けになってしまい…（4月1日、DOC）
- 偶然パンツが見えている女の子の事が気になってスカートの中を覗いていたら目が合ってしまい… 4（4月11日、DOC）
- 制服エッチ旅行 イレられっ放しの1泊2日（4月13日、オーロラプロジェクト）
- ゆとり世代の避妊方法は生ヌル過ぎ! 「もしかして妊娠してません?あなたのオシッコで検査させて下さい!」（4月22日、DOC）
- 美少女即ハメ白書 23（4月22日、デジスタ）
- J●散歩!! ガチ交渉でココまでヤッちゃいました!!（5月1日、DOC）
- 大好き 18才（5月2日、ロリ専科）
- パイパン純情JK（5月9日、クリスタル映像）
- ものすごい失禁 vol.11 おもらし×失禁×放尿×潮噴き（5月10日、アイエナジー）
- 隣の家のセックスが見える!と妹の友達が僕の部屋に集まり窓際でパンツを濡らして鑑賞会（5月22日、ナチュラルハイ）
- 肉壷（俺専用） いく（5月25日、ラマ）
- イキたくてもイカせない! イカせず中出し交渉!（6月5日、Mr.michiru）
- 親には内緒の妹近親相姦旅行 いく1○才（6月13日、I.B.WORKS）
- 微乳少女 受精確実 大量中出し（6月13日、無垢）
- 学販衣料 （ブルマ、スク水、チア衣装）の美少女をねぶり尽くす（6月13日、ラマコス）
- 日本の女性器大図鑑 私のオマ●コ見て下さい♥ 40人4時間DX vol.04（6月20日、BURST）
- アニコス★H（6月20日、クリスタル映像）
- レイプ嗜好者の餌食になった女子校生（6月25日、オーロラ・プロジェクト）
- もうすぐ卒業だから… 学籍番号:027（6月27日、ONE DA FULL）
- 変態パイパン美少女 野外調教（7月4日、ロリ専科）
- 泥酔して帰って来た姉を犯す弟の投稿映像 家庭内盗撮映像（7月4日、S-CRIME）
- 奇跡の大逆転! 尿瓶で勃起見せ!!でも不発!かと思いきや…。 30歳過ぎて初めての検査入院!当然どこも悪くなくてあちらの方も絶好調!オシッコに行けないふりをして尿瓶を用意させ勃起を見せつけたら、もしかして…と思ったけど全く顔色ひとつ変えないお堅い看護師! そんなモンなんだろうと諦めかけていたら夜、再びやって来て「アレが頭に残って忘れられないの」と言ってボクのチ○ポに貪りついてきました!（7月10日、Hunter）
- ウブちらGET 街角素人っ娘にパンチラ見せてとリアル軟派! 12（7月10日、ホットエンターテイメント）
- 一人暮らしを始めた兄の部屋に通う妹との近親相姦盗撮（7月11日、I.B.WORKS）
- JK 電気アンマ倶楽部（7月24日、稀有）
- 抜かずの14発中出し（7月25日、EROTICA）
- 幼い少年と少女が中出しSEXに溺れたあの日々（7月25日、本中）
- 帰宅の瞬間を襲われた女子校生中出しストーキングレイプ（8月1日、S-CRIME）
- なかだしキャンプ（8月1日、プレステージ）　※AV OPEN2014ヘビー級エントリー作品
- チラッしゃいませ!! kawaii*学園文化祭2014 パンチラJKがお出迎え♪（8月1日、kawaii*）　※AV OPEN2014ヘビー級エントリー作品
- 女子校生の脚コキ48手（8月5日、フリーダム）
- ケータイに夢中な女子校生は挿入されても気づかない 2（8月7日、ROCKET）
- 国民的アイドル M-girls 2 誘惑超絶大乱交4時間スペシャル 〜トップアイドル目指して酒池肉林のSEX接待〜（8月13日、MOODYZ）
- キミだけに語りかけ! ロリ校生20人! オマ●コぴちゃぴちゃ指入れ自画撮りオナニー 4時間DX vol.10（8月15日、ロリオナ）
- 私立スペレズ女学院 3年壁チ○ポ組（8月21日、ROCKET）
- コスプレイヤーなつみのSEX隠し撮り彼氏が勝手に同人AV発売。 vol.02（8月25日、CMP）
- 素人●リータ生中出し いく（9月1日、プラム）
- AV女優のフェラチオを体験しませんか？（9月19日、SEX Agent）
- 見せ付けて興奮するオナニー女子（9月19日、SEX Agent）
- 2014 SOD女子社員 居残り残業!? ユーザー様からの個人指導で実はこっちの方がもっとHだった水泳大会（9月25日、SODクリエイト）※「夏木美久」名義
- 親友が撮ったSEX動画を発見して彼女の卑猥な姿に発情した俺（9月25日、AKNR）
- 別人になってる時は誰でもイイ（9月26日、BALTAN）
- 巨乳美人とちっぱいロリ（10月1日、S-Cute）
- あなたと逢う日はスカートで… いく（10月3日、光夜蝶）
- 妊娠OKって聞いて、汗だくになってカラダをガクガクさせるほどナマで若妻とハメまくっちゃいました。（10月3日、NON）
- 窓から見える隣人の着替えを偶然目撃しちゃった俺（10月9日、AKNR）
- ずっと咥えっぱなしのWフェラ! 交互にW中出し!（10月9日、Mr.michiru）
- 純粋無垢な美少女の高画質完全主観フェラチオ 未公開16人4時間（10月13日、無垢）
- わざわざ大袈裟にジュパジュパ音を立てるフェラチオ（10月17日、SEX Agent）
- 妹にフェラを教えたら毎日しゃぶりたがるようになった。（10月24日、I.B.WORKS）
- 絶対領域とX字パンチラ（10月25日、アロマ企画）
- 真夏のムレッムレッ逆痴漢電車（10月25日、kawaii*）
- 思春期の微乳少女 わたしのオッパイ、昔より大きくなったかな?（10月31日、JUMP）
- 体調の悪い僕を心配してくれた優しい姉の性格を利用して、性処理をお願いしたら困った顔をしながらもかなりのテクで抜いてくれた。（11月7日、NON）
- ウブな教え子をち○ぽ汁（ザーメン）まみれにするデカチン巨乳ふたなり体育教師 2（11月8日、ディープス）
- ノーブラ・ノーパン 挑発 スケベ女のお掃除当番 2（11月13日、アロマ企画）
- パンチラ、お話し喫茶店。（11月13日、アロマ企画）
- デニスカ尻コキ（11月21日、SEX Agent）
- JK全身女体図鑑 第一号（11月25日、アロマ企画）
- 新潟県○○女子高等学校○年3組の仲良し5人グループが修学旅行中に東京のゲリラ豪雨を初体験! 偽善オヤジの家に駆け込んだ無防備な透けブラ女子校生 雨で敏感になった身体をもてあそばれ火照り始めた田舎のウブマ○コに一本の絶倫デカち○ぽを連続生挿入 金●すっからかんになるまで中出し10発（12月20日、ディープス）
- ラブアイブ! Scool sexy idol project（12月26日、TMA）

2015年
- 女先輩にHの練習だからとお願いしまくって素股してたら「あっ!生で入っちゃった!」 気持ち良いからそのまま中出し 2（1月5日、ロータス）
- 女子校生ディルドオナニー（1月23日、青空ソフト）
- 放課後エッチなクラブ活動（2月1日、S-Cute）
- 夏海いく 総集編 4時間（2月6日、mix）※総集編
- 女子校生スクール中出し乱交 〜放課後の教室で乱交した思い出〜（2月13日、TMA）
- 脱ぎたてパンティにくるんでもらう、ぬくもり手コキ（2月20日、SEX Agent）
- 僕の彼女は催眠術も中出しSEXも本気で受け入れちゃう可愛いパイパン少女（2月27日、I.B.WORKS）
- 兄貴の娘達がエロく仕込まれてて子作り（3月1日、ZUKKON/BAKKON）
- A○Bも載ってる有名アイドル雑誌の撮影だと称し部活帰りの女生徒をスカウトしてスポーツ着に着替えさせハメまくる盗撮映像（4月1日、変態紳士倶楽部）
- JK12人のエッチなおま○こがい〜っぱい♥ 語り掛け自画撮り指だけオナニー 私と一緒にいこうね♥（5月15日、プリモ）

### 「みづのみう」名義

#### アダルトDVD
2015年
- 学校で本当にデキるエロい話 教室の机の角にオマ○コを666回擦りつけてみよう♥（4月3日、クリスタル映像）
- MOODYZファン感謝祭 自宅に押しかけ中出し大乱交 4時間SPECIAL（5月13日、MOODYZ）
- ごっくん志願! 14 マニアのザーメンドール（5月20日、S.P.C）
- 転校したら男は僕一人ぼっちだった… 9（5月21日、AKNR）
- 下校途中のロリ姉妹を2段式特殊エステベッドで同時凌辱! 上下段でお互い犯される姿が見えてしまい恥ずかしいけど声が出てしまう姉妹達!!（5月22日、SCOOP）
- ゆりこい 誰にも言えないふたりの関係。 〜cute lesbian〜（6月1日、U&K）